# دیانا هارکوشا
دیانا هارکوشا (اوکراینی: Діана Русланівна Гаркуша؛ زادهٔ ۵ ژوئیهٔ ۱۹۹۴) وکیل، رقص، بازیگر، مدل، و ملکه زیبایی اهل اوکراین است.